# Irena Pannenkowa

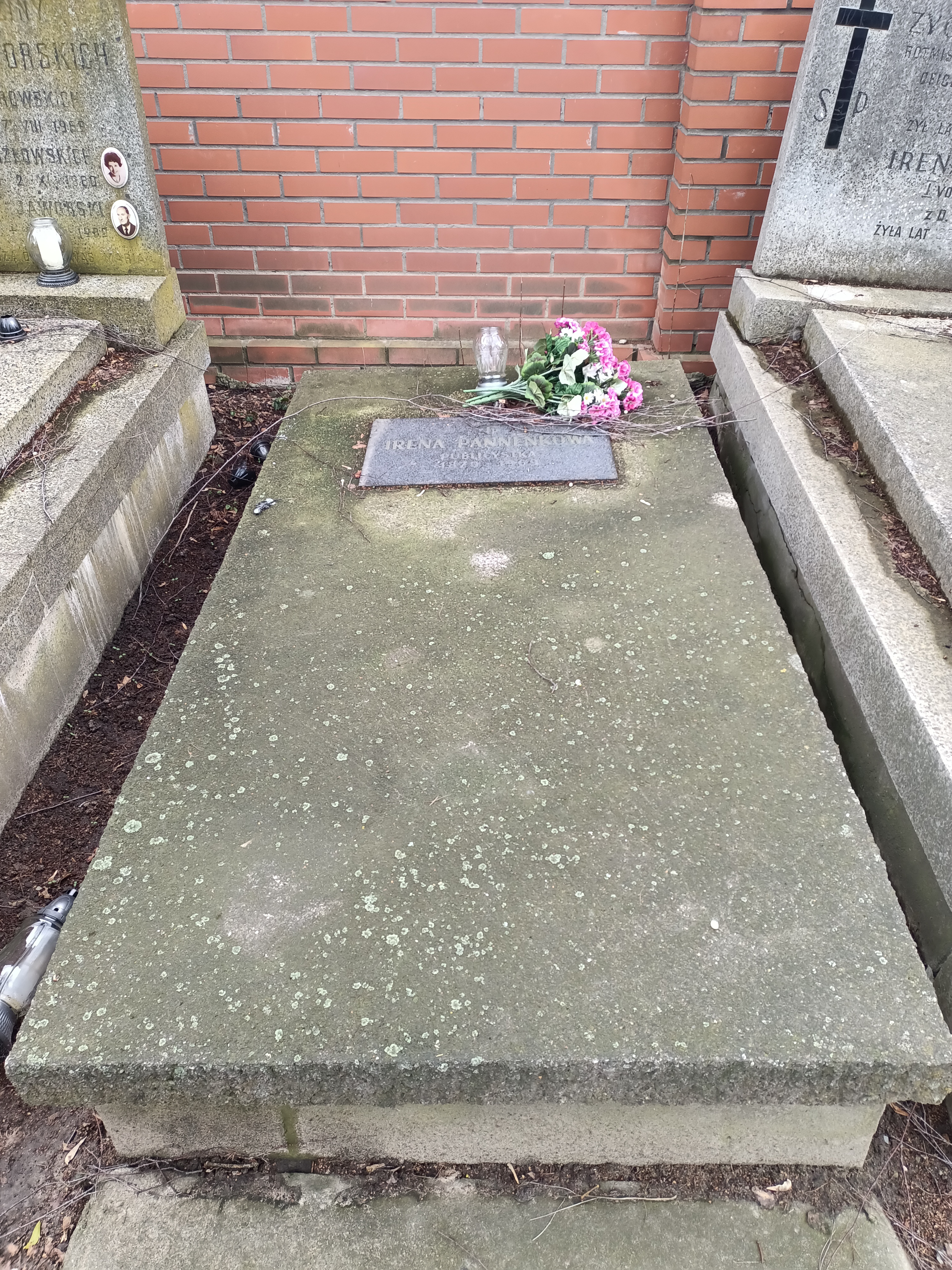
Nagrobek Ireny Pannenkowej na Cmentarzu Powązkowskim

Irena Aniela Pannenkowa, urodzona jako Judyta Jawic (ur. 13 sierpnia 1879 w Warszawie, zm. 10 października 1969 w Górze Kalwarii) – polska działaczka niepodległościowa, dziennikarka, doktor filozofii, przewodnicząca Narodowej Organizacji Kobiet we Lwowie.

## Życiorys

### Młodość i edukacja
Ukończyła szkołę elementarną i gimnazjum żeńskie w Warszawie. Złożyła egzamin maturalny we Lwowie. W 1905 ukończyła studia na wydziale filozofii Uniwersytetu Franciszkańskiego. Pracę seminaryjną, którą napisała pod kierunkiem prof. Kazimierza Twardowskiego Sądy przeczące i twierdzące uznano za pracę doktorską.

### Działalność niepodległościowa
W trakcie studiów związana z redakcją socjalistycznego „Promienia”. Działaczka niepodległościowego Związku Odrodzenia Narodu Polskiego, do którego należeli Władysław Sikorski, Stanisław Downarowicz oraz jej przyszły mąż Tadeusz Gwalbert Pannenko. Od 1907 w Związku Walki Czynnej. Współzałożycielka i nauczycielka (w latach 1907–1910) szkoły wzor. „Ognisko” w Starej Wsi, następnie nauczycielka gimnazjum we Lwowie (1910–1914). W latach I wojny światowej współpracowała z Departamentem Wojskowym Naczelnego Komitetu Narodowego, na którego czele stał Władysław Sikorski. Do stycznia 1915 współpracowała z I Brygadą Legionów Polskich.

### II RP
W latach 1918–1919 zaangażowana w obronę przynależności Galicji Wschodniej do Polski. W listopadzie 1918 r. została wiceprzewodnicząca Komitetu Obrony Narodowej we Lwowie. W lutym 1919 interweniowała u Naczelnego Wodza Józefa Piłsudskiego na rzecz odsieczy dla Małopolski Wschodniej.
Po I wojnie związana z nurtem narodowo demokratycznym. Była współzałożycielką i pierwszą przewodniczącą Narodowej Organizacji Kobiecej we Lwowie. Od lat 20. dziennikarka nurtu chrześcijańsko-narodowego związana z „Rzeczpospolitą” Stanisława Strońskiego - autorka artykułów dotyczących stosunków Polski z sąsiadami, Górnego Śląska, Śląska Cieszyńskiego, Gdańska i kresów wschodnich oraz Irlandii. W 1922 za namową Stanisława Strońskiego, wydała (pod pseudonimem Jan Lipecki) najgłośniejszą swą pracę Legenda Piłsudskiego. W 1924 przeszła do redakcji „Warszawianki”. Publikowała także w „Tygodniku Ilustrowanym”, „Bluszczu”, „Kurierze Warszawskim”. Zdecydowana przeciwniczka piłsudczyzny i wszelkiej dyktatury, czego dawała wyraz w swych publikacjach.
W latach trzydziestych odsunęła się od Stronnictwa Narodowego. Od tej pory sympatyzowała z Chrześcijańską Demokracją. Od 1929 r. związana z redakcją „Placówki” – tygodnika Narodowej Partii Robotniczej. Pisywała także w piśmie „Demokrata” - organ Związku Młodzieży Pracującej „Jedność”. 10 października 1937 weszła do Rady Naczelnej Stronnictwa Pracy.
W marcu 1938 roku, po aneksji Austrii przez Niemcy i normalizacji stosunków dyplomatycznych pomiędzy Polską a Litwą, na łamach tygodnika "Zwrot" w artykule "Sprawa Austrii i Europy" pisała m.in.: "po uregulowaniu stosunków z Litwą, otwiera się dla nas możliwość nawiązania głębszego i trwalszego kontaktu z Ententą Bałtycką na północy, jak również z Ententą Bałkańską na południu, oraz nieodzownego porozumienia się wreszcie z Czechosłowacją, do którego jest czas najwyższy i może już ostatnia sposobność. Porozumienie się ścisłe państw i narodów, bytujących na wschód i południowy wschód od Niemiec, pomiędzy Bałtykiem a morzem Czarnym i Adriatykiem, Balticum-Pontus-Adria, że użyjemy tu formuły Konińskiego, — oto co jedynie, biorąc rzecz na dalszą metę, może, jak patetycznie a słusznie ostrzega nas Churchill, „uratować Europę i świat od nieszczęść, gorszych niż sny o piekle“."

### II wojna światowa
W czasie II wojny światowej wraz z Franciszkiem Kwiecińskim wydawała „Głos Warszawy” - organ Stronnictwa Pracy. 15 listopada 1941 aresztowana przez hitlerowców więziona kolejno na Pawiaku, w Ravensbrück, na Majdanku. Wyzwolenia doczekała w Oświęcimiu – 28 stycznia 1945.

### Po II wojnie światowej
Po wojnie w reaktywowanym Stronnictwie Pracy, redagowała główny organ tej partii – tygodnik „Odnowa”. Współpracowała z Karolem Popielem. Publikacje zamieszczała także w „Tygodniku Warszawskim”. Po rozbiciu Stronnictwa Pracy przez władze komunistyczne wycofała się z życia politycznego. Po 1956 r. sporadycznie publikowała na łamach „Twórczości” i „Przeglądu Kulturalnego”. Od 1957 w Związku Literatów Polskich.
Zmarła 10 października 1969 w zakonnym przytułku w Górze Kalwarii, pochowana na cmentarzu Powązkowskim w Warszawie (kwatera 146 c-4-19).

## Życie prywatne
Urodziła się w rodzinie żydowskiej jako Judyta Jawic. Była córką Abrama (Adama) Jawica i Szyfry (Zofii) z Hurwitzów. Została ochrzczona w religii rzymskokatolickiej 7 maja 1898 w Katedrze św. Jana Chrzciciela w Warszawie, przyjmując imiona Irena Aniela. 11 sierpnia 1907 w Kościele Świętej Trójcy w Kołbieli wyszła za mąż za Tadeusza Gwalberta Pannenko (1879-1939), nauczyciela. Mieli razem córkę Bożenę Anielę (1909-1909), architekt, która była żoną architekta Bolesława Malisza.

## Publikacje
- Łukasiński, Lwów 1914,
- Co robić ma chłop polski czasu tej wojny?, Piotrków 1915,
- Irlandzkie memento, Lwów 1916,
- Walka Galicji z centralizmem wiedeńskim. Dzieje rezolucji sejmu galicyjskiego z 24 września 1868, Lwów 1918,
- Punkty Wilsona a Galicja Wschodnia, Warszawa 1919, tłum. francuskie Paryż 1919,
- Legenda Piłsudskiego, Warszawa 1922 i 1923 r. pod pseudonimem Jan Lipecki,
- Od Cezara do Wilhelma. Studium o cezaryzmie, Warszawa 1929,
- Co to jest wychowanie państwowe, Warszawa 1932,
- Więzy, Warszawa 1935,
- Ravensbrück. Wiersze obozowe, oprac. W. Kiedrzyńska, I. Pannenkowa, E. Sulińska, Warszawa 1961.

## Tłumaczenia
- B. Saxby, Kształcenie postępowania. Studium psychologiczne, Lwów 1928,
- E. Barker, Charakter narodowy i kształtujące go czynniki, Warszawa 1933,
- B. Fay, Roosevelt i jego Ameryka, Warszawa 1935,
- J. Shearing, Anioł morderstwa Maria Karolina de Corday d’Armont, Jan Paweł Marat, Jan Adam Lux. Studium o trojgu uczniach J.J. Rousseau, Warszawa 1937.

## Literatura
- M. Patelski, P. Kowalski, Kontrowersyjna publikacja i jej autorka, [w:] I. Panennkowa, Legenda Piłsudskiego, Toruń 2008.